# Сведала (община)
Община Сведала (на шведски: Svedala kommun) е разположена в лен Сконе, югоизточна Швеция с обща площ 228 km2 и население 20 067 души (към 31 декември 2013). Административен център на община Сведала е едноименния град Сведала.